# メアリー・スミス賞
メアリー・スミス賞（Mary Smith Prize）はペンシルベニア美術アカデミーが、女性画家に贈っていた賞である。1879年から1968年の間、授賞されていた。美術アカデミーの定期展覧会に出展された女性の画家のうち "the most originality of subject, beauty of design and drawing, and finesse of color and skill of execution"に該当する画家に贈られた  。
1878年に36歳で病没した女性画家、メアリー・ラッセル・スミス(Mary Russell Smith: 1842-1878)を記念するために画家である両親によって創設された。メアリー・ラッセル・スミスは鳥や小動物などを描いた画家であった。

## 受賞者一覧
- 1879: スーザン・マクダウェル・エイキンズ
- 1880: キャサリン・アン・ジャンヴィア
- 1881: エミリー・サーテイン
- 1882: メアリー・K・トロッター
- 1883: エミリー・サーテイン(再)
- 1884: ルーシー・D・ホーム
- 1885: セシリア・ボー
- 1887: セシリア・ボー(再)
- 1888: エリザベス・ボンソール
- 1889: エリザベス・ウェントワース・ロバーツ
- 1890: アリス・バーバー・スティーブンス
- 1891: セシリア・ボー(再)
- 1892: セシリア・ボー(再)
- 1894: マリア・L・カーク
- 1895: ガブリエル・D・クレメンツ
- 1896: エリザベス・H・ワトソン
- 1897: エリザベス・ボンソール(再)
- 1898: カロライン・パート
- 1899: キャロル・H・ベック

(以下、抜粋）
- 1903: ジェシー・ウィルコックス・スミス
- 1904: リリアン・ゲント
- 1905: エリザベス・シッペン・グリーン
- 1908: エリザベス・スパーホーク＝ジョーンズ
- 1909: マーサ・ウォルター
- 1911: アリス・ケント・ストダード
- 1930: グレース・ゲンバリング

## ギャラリー
- メアリー・ラッセル・スミスの作品
- スーザン・マクダウェル・エイキンズの受賞作
- キャサリン・アン・ジャンヴィアの受賞作
- セシリア・ボーの受賞作
- ジェシー・ウィルコックス・スミスの受賞作
- アリス・ケント・ストダードの受賞作